# Liste nationaler Eishockeymeister 1910
Diese Liste enthält die Landesmeister im Herren-Eishockey der Saison 1909/1910. Aufgeführt sind nationale Meister der Länder, die zu diesem Zeitpunkt Vollmitglied der im Mai 1908 gegründeten IIHF waren. Ersatzweise wird der Gewinner der höchsten Liga aufgeführt, wenn ein nationaler Meister nicht explizit ermittelt wird (z. B. NHA-Gewinner in Nordamerika).

## IIHF-Mitglieder
| Land            | Meister bzw. Titelträger                           | Vizemeister                         |
| Belgien         | keine Meisterschaft ausgetragen                    | keine Meisterschaft ausgetragen     |
| Böhmen          | keine Meisterschaft ausgetragen                    | keine Meisterschaft ausgetragen     |
| Deutsches Reich | Berliner SC (inoffiziell, da Berlin-Meisterschaft) | Berliner BFC                        |
| Frankreich      | keine Meisterschaft ausgetragen                    | keine Meisterschaft ausgetragen     |
| Großbritannien  | kein Britischer Meister ausgespielt                | kein Britischer Meister ausgespielt |
| Schweiz         | HC La Villa Lausanne                               | HC Bellerive Vevey                  |

## Weitere Meisterschaften
| Land   | Wettbewerb                  | Meister bzw. Titelträger         | Vizemeister     |
| Kanada | Allan Cup                   | Toronto St. Michael’s Sr. Majors | Sherbrooke      |
| Kanada | National Hockey Association | Montréal Wanderers               | Ottawa Senators |